# Sillerslev Havn
Sillerslev Havn ligger på Mors sydøstkyst cirka en km syd for landsbyen Sillerslev. Den østlige del af havnen er dedikeret til lystsejlere, mens den vestlige del bruges af muslingefiskere. Havnen var tidligere privat, men i 1992 overtog Morsø Kommune den og etablerede en moderne lystbådehavn. 
Der findes en servicebygning med opholdsrum, bad og toilet på havnen, og desuden er der en café, Cafe Silderslev Havn.
56°40′53″N 8°43′47″Ø / 56.6813°N 8.7298°Ø
|  | Denne artikel om lokaliteten Sillerslev Havn kan blive bedre, hvis der indsættes et (bedre) billede. Du kan hjælpe ved at afsøge Wikimedia Commons for et passende billede eller lægge et op på Wikimedia Commons med en af de tilladte licenser og indsætte det i artiklen. |